# 青細棘鰕虎魚
青細棘鰕虎魚（学名：Acentrogobius cyanomos）为輻鰭魚綱鰕虎鱼目鰕虎亞目鰕虎科細棘鰕虎魚屬下的一个种，為熱帶海水魚，分布於印度西太平洋印度、泰國、馬來西亞及印尼海域、半鹹水域，體長可達11.5公分，棲息在沿岸底層水域，生活習性不明。

## 扩展阅读
- 維基物種上的相關：青細棘鰕虎魚